# Коле Илирио (Латина)
Коле Илирио је насеље у Италији у округу Латина, региону Лацио.
Према процени из 2011. у насељу је живело 256 становника. Насеље се налази на надморској висини од 222 м.